# Elecciones regionales de Colombia de 2011
Las elecciones regionales de Colombia en el 2011 se llevaron a cabo el 30 de octubre de ese año. En los comicios se eligieron los gobernadores de los 32 departamentos, los diputados de las asambleas departamentales, los alcaldes de 1.099 municipios, los concejales municipales y los ediles de las Juntas Administradoras Locales en todo el territorio nacional.

## Resultados

### Gobernaciones por departamento
| Departamento       | Candidato                          | Partido                                          | Votos   | %       |
| ------------------ | ---------------------------------- | ------------------------------------------------ | ------- | ------- |
| Amazonas           | Carlos Arturo Rodríguez Celis      | Partido Verde                                    | 7.696   | 33.75%  |
| Amazonas           | Rafael Elizalde Gómez              | Partido Cambio Radical                           | 6.453   | 28,30%  |
| Amazonas           | Guillermo Marín Torres             | Movimiento de Inclusión y Oportunidades          | 4.678   | 20,51%  |
| Antioquia          | Sergio Fajardo Valderrama          | Partido Verde                                    | 925.956 | 49.51%  |
| Antioquia          | Álvaro Vásquez Osorio              | Partido Conservador Colombiano                   | 542.533 | 29,00%  |
| Antioquia          | Carlos Mario Estrada Molina        | Partido de Unidad Nacional                       | 244.179 | 13,05%  |
| Arauca             | José Facundo Castillo Cisneros     | Partido de Unidad Nacional                       | 35.506  | 44,48%  |
| Arauca             | Carlos Eduardo Pinilla Ruiz        | Partido Cambio Radical                           | 23.392  | 29,30%  |
| Atlántico          | José Antonio Segebre Berardinelli  | Partido Liberal Colombiano                       | 340.312 | 46,62%  |
| Atlántico          | Jaime Alejandro Amín Hernández     | Partido de Unidad Nacional                       | 239.761 | 32,86%  |
| Bolívar            | Juan Carlos Gossain Roginini       | Partido Liberal Colombiano                       | 273.629 | 43.54%  |
| Bolívar            | Rosario Cecilia Ricardo Bray       | Partido de Unidad Nacional                       | 229.616 | 36,54%  |
| Bolívar            | Dionisio Miranda Tejedor           | Polo Democrático Alternativo                     | 44.172  | 7,02%   |
| Boyacá             | Juan Carlos Granados Becerra       | Partido de Unidad Nacional                       | 280.278 | 51.79%  |
| Boyacá             | Gonzalo Guarín Vivas               | Partido Verde                                    | 129.809 | 23,98%  |
| Boyacá             | León Gioberto Barón Neira          | Partido Conservador Colombiano                   | 103.042 | 19,04%  |
| Caldas             | Guido Echeverry Piedrahita         | Partido Conservador Colombiano                   | 150.470 | 42,82%  |
| Caldas             | Gabriel Vallejo López              | Partido de Unidad Nacional                       | 142.231 | 40,50%  |
| Caquetá            | Víctor Isidro Ramírez Loaiza       | Movimiento Mira                                  | 55.084  | 45.81%  |
| Caquetá            | Harry Giovanny González García     | Partido Liberal Colombiano                       | 40.312  | 33,52%  |
| Caquetá            | Nelcy Almario Rojas                | Partido Conservador Colombiano                   | 8.584   | 7,13%   |
| Casanare           | Nelson Ricardo Marino Velandia     | Movimiento Político Afrovides                    | 54.890  | 35.69%  |
| Casanare           | Jorge Elieser Prieto Riveros       | Partido Verde                                    | 25.214  | 16,39%  |
| Casanare           | José Alirio Guzmán Guzmán          | Partido Cambio Radical                           | 24.227  | 15,175% |
| Casanare           | Efren Antonio Hernández Díaz       | Partido de Integración Nacional                  | 23.342  | 15,18%  |
| Cauca              | Temístocles Ortega Narváez         | Alianza Social Independiente                     | 196.081 | 45.94%  |
| Cauca              | Juan Carlos López Castrillón       | Partido Liberal Colombiano                       | 135.580 | 31,76%  |
| Cauca              | Luis Eduardo Campo Castillo        | Movimiento MIRA                                  | 26.152  | 6,12%   |
| Cesár              | Luis Alberto Monsalvo Gnecco       | Partido de Unidad Nacional                       | 174.712 | 49.51%  |
| Cesár              | Arturo Rafael Calderón Rivadeneira | Movimiento Político Afrovides                    | 126.791 | 35,93%  |
| Cesár              | Ruben Darío Carrillo García        | Partido Conservador Colombiano                   | 18.200  | 5,15%   |
| Chocó              | Luis Gilberto Murillo Urrutia      | Partido Cambio Radical-Conservador               | 52.573  | 41.65%  |
| Chocó              | Oscar Bernardo Palacios Sánchez    | Partido de Unidad Nacional                       | 41.111  | 35,93%  |
| Chocó              | Francisco Wilson Córdoba López     | Partido Liberal Colombiano                       | 23.424  | 18,56%  |
| Córdoba            | Alejandro José Lyons Muskus        | Partido de Unidad Nacional                       | 341.460 | 52.71%  |
| Córdoba            | Victor Raul Oyola Daniells         | Partido Liberal Colombiano                       | 283.568 | 43,77%  |
| Cundinamarca       | Álvaro Cruz Vargas                 | Partido de Unidad Nacional                       | 608.977 | 67.69%  |
| Cundinamarca       | Everth Bustamante García           | Movimiento Unete                                 | 119.787 | 13,31%  |
| Guainía            | Oscar Armando Rodríguez Sánchez    | Partido Liberal Colombiano                       | 4.610   | 39.13%  |
| Guainía            | Tocayo Carrizosa Falla             | Partido de Unidad Nacional                       | 3.246   | 27,55%  |
| Guainía            | Anatalio Hernández Lozano          | Partido Conservador Colombiano                   | 2.796   | 23,73%  |
| Guaviare           | José Octaviano Rivera Moncada      | Alianza Social Independiente                     | 9.777   | 35.00%  |
| Guaviare           | Alexander Garcia Rodríguez         | Partido de Unidad Nacional                       | 8.834   | 31,63%  |
| Guaviare           | José Alberto Pérez Restrepo        | Partido Conservador Colombiano                   | 7.561   | 27,07%  |
| Huila              | Cielo Gonzalez Villa               | Partido de Unidad Nacional                       | 147.612 | 35.03%  |
| Huila              | Carlos Mauricio Iriarte Barrios    | Partido Liberal Colombiano                       | 142.017 | 33,70%  |
| Huila              | Jorge Fernando Perdomo Polonia     | Partido Conservador Colombiano                   | 114.846 | 27,25%  |
| La Guajira         | Juan Francisco Gómez Cerchar       | Partido Cambio Radical                           | 126.939 | 52.34%  |
| La Guajira         | Bladimiro Nicolas Cuello Daza      | Partido Conservador Colombiano                   | 106.620 | 43.96%  |
| Magdalena          | Luis Miguel Cotes Habeych          | Movimiento Respeto Por el Magdalena              | 171.153 | 41.90%  |
| Magdalena          | José Luis Pinedo Campo             | Partido Cambio Radical                           | 129.214 | 31.64%  |
| Magdalena          | Licet del Carmen Peñaranda Peña    | Alianza Social Independiente                     | 72.128  | 17.66%  |
| Meta               | Alan Edmundo Jara Urzola           | Vamos P Alante                                   | 150.114 | 41.92%  |
| Meta               | Wilmar Orlando Barbosa Rozo        | Partido de Unidad Nacional                       | 132.480 | 37,00%  |
| Meta               | Hernán Gómez Nino                  | Partido Verde                                    | 61.582  | 17.20%  |
| Nariño             | Segundo Raul Delgado Guerrero      | Unidad Regional                                  | 280.308 | 49.00%  |
| Nariño             | Germán Chamorro de la Rosa         | Partido de Unidad Nacional                       | 247.598 | 43.29%  |
| Norte de Santander | Edgar Jesús Diaz Contreras         | Un Norte Pa'Lante                                | 291.389 | 59.76%  |
| Norte de Santander | Juan Alcides Santaella Gutierrez   | Partido Conservador Colombiano                   | 132.625 | 27.20%  |
| Norte de Santander | Rafael Mora Bonilla                | Polo Democrático Alternativo                     | 12.363  | 2.53%   |
| Putumayo           | Jimmy Harold Diaz Burbano          | Partido Conservador Colombiano                   | 53.797  | 53.29%  |
| Putumayo           | Ivan Gerardo Guerrero Guevara      | Partido Liberal Colombiano                       | 33.636  | 33.32%  |
| Putumayo           | Carlos Olmedo Jimenez Toro         | Polo Democrático Alternativo                     | 4.282   | 4.24%   |
| Quindío            | Sandra Paola Hurtado Palacio       | Quindio Firme                                    | 86.071  | 40.22%  |
| Quindío            | Belen Sanchez Caceres              | Partido Social De Unidad Nacional                | 74.744  | 34.92%  |
| Quindío            | Martha Liliana Agudelo Valencia    | Movimiento "Mira"                                | 20.870  | 9.75%   |
| Risaralda          | Carlos Alberto Botero López        | Unidad Nacional Incluyente con Resultados - Unir | 127.168 | 38.45%  |
| Risaralda          | Sigifredo Salazar Osorio           | Partido Conservador Colombiano                   | 97.177  | 29.38%  |
| Risaralda          | Martha Cecilia Alzate Alzate       | Movimiento "Mira"                                | 38.835  | 11.74%  |
| San Andrés         | Aury Socorro Guerrero Bowie        | Partido Liberal Colombiano                       | 14.269  | 61.01%  |
| San Andrés         | Susanie Davis Bryan                | Movimiento de Integración Regional Ir            | 8.422   | 36.01%  |
| Santander          | Richard Alfonso Aguilar Villa      | Santander En Serio                               | 481.362 | 56.15%  |
| Santander          | Luis Fernando Cote Peña            | Unidos Por Santander                             | 312.094 | 36.40%  |
| Sucre              | Julio Cesar Guerra Tulena          | Partido Liberal Colombiano                       | 204.683 | 65.49%  |
| Sucre              | Gustavo Montes                     | Movimiento Autoridades Indígenas De Colombia     | 32.633  | 10.44%  |
| Sucre              | Ramon Emiro Muskus Dumar           | Partido De Integración Nacional                  | 20.086  | 6.42%   |
| Tolima             | Luis Carlos Delgado Peñon          | Partido Liberal Colombiano                       | 243.712 | 49.22%  |
| Tolima             | Luis Fernando Caicedo Lince        | Partido Conservador Colombiano                   | 174.579 | 35.26%  |
| Tolima             | Jorge Enrique Garcia Orjuela       | Partido Alianza Social Independiente             | 15.907  | 3.21%   |
| Valle del Cauca    | Héctor Fabio Useche de La Cruz     | Movimiento de Inclusión y Oportunidades          | 446.810 | 33.02%  |
| Valle del Cauca    | Jorge Homero Giraldo               | Partido Liberal Colombiano                       | 441.303 | 32.62%  |
| Valle del Cauca    | Ubeimar Delgado Blandon            | Partido Conservador Colombiano y Partido Verde   | 197.211 | 14.57%  |
| Vaupés             | Roberto Jaramillo Garcia           | Movimiento Autoridades Indígenas de Colombia     | 6.206   | 61.26%  |
| Vaupés             | Henry Fernando Correal Herrera     | Partido Cambio Radical                           | 3.333   | 32.90%  |
| Vaupés             | Rayol Sarmiento Piñeros            | Partido Liberal Colombiano                       | 365     | 3.60%   |
| Vichada            | Sergio Andrés Espinosa Florez      | Partido Alianza Social Independiente             | 9.049   | 44.46%  |
| Vichada            | Blas Arvelio Ortiz Rebolledo       | Movimiento Autoridades Indígenas de Colombia     | 6.929   | 34.04%  |
| Vichada            | Henry Silva Meche                  | Partido Liberal Colombiano                       | 3.578   | 17.58%  |

### Alcaldes electos por ciudades capitales de departamentos(3 primeros puestos)
| Capital de departamento | Candidato                           | Partido                                           | Votos   | %      |
| ----------------------- | ----------------------------------- | ------------------------------------------------- | ------- | ------ |
| Leticia                 | José Ignacio Lozano Guzmán          | Partido Cambio Radical                            | 4.554   | 26.92% |
| Leticia                 | Juan Carlos Martinez Quiñones       | Partido Social de Unidad Nacional                 | 3.543   | 20.94% |
| Leticia                 | Hugo Alberto Pérez Araujo           | Partido Liberal Colombiano                        | 2.841   | 16.79% |
| Medellín                | Anibal Gaviria Correa               | Partido Liberal Colombiano                        | 238.970 | 37.66% |
| Medellín                | Luis Pérez Gutiérrez                | Firmes por el Rescate de Medellin                 | 221.708 | 34.94% |
| Medellín                | Federico Gutiérrez Zuluaga          | Partido Social de Unidad Nacional                 | 120.002 | 18.91% |
| Arauca                  | Luis Emilio Tovar Bello             | Partido Social de Unidad Nacional                 | 12.828  | 40.52% |
| Arauca                  | Dumar Abel Sanchez                  | Partido Cambio Radical                            | 9.282   | 29.32% |
| Arauca                  | Mario Alberto Valderrama Puerta     | Partido Liberal Colombiano                        | 7.690   | 24.29% |
| Barranquilla            | Elsa Margarita                      | Partido Cambio Radical                            | 225.891 | 58.01% |
| Barranquilla            | Juan Alberto García Estrada         | Firme con Barranquilla                            | 113.281 | 29.09% |
| Barranquilla            | Antonio Eduardo Bohorquez Collazos  | Polo Democrático Alternativo                      | 7.141   | 1.83%  |
| Cartagena               | Campo Elías Terán Dix               | Partido Alianza Social Independiente              | 158.134 | 54.72% |
| Cartagena               | María del Socorro Bustamante Ibarra | Por Una Cartagena Social                          | 52.253  | 18.08% |
| Cartagena               | Dionisio Fernando Vélez Trujillo    | Movimiento "Si Es Posible"                        | 47.609  | 16.47% |
| Tunja                   | Fernando Florez Espinosa            | Partido Verde                                     | 29.546  | 46.99% |
| Tunja                   | Ricardo Hernando Vargas Pérez       | P. Conservador - P. Liberal Col. - P. De La U     | 22.700  | 36.10% |
| Tunja                   | Armando Guerrero Castro             | Partido Cambio Radical                            | 6.601   | 10.49% |
| Manizales               | Jorge Eduardo Rojas Giraldo         | Alianza Partido Conservador - Partido De La U     | 39.966  | 30.71% |
| Manizales               | José Fernando Mancera Tabares       | Ciudadanos Firmes con Manizales                   | 37.093  | 28.50% |
| Manizales               | Héctor Jaime Pinilla Ortiz          | Partido Verde                                     | 23.605  | 18.13% |
| Florencia               | María Susana Portela Lozada         | Partido Social de Unidad Nacional                 | 21.057  | 37.73% |
| Florencia               | Lucrecia Murcia Lozada              | Partido Liberal Colombiano                        | 13.294  | 23.82% |
| Florencia               | Alonso Orozco Gomez                 | Polo Democrático Alternativo                      | 12.022  | 21.54% |
| Yopal                   | Willman Enrique Celemin Cáceres     | Partido Liberal Colombiano                        | 30.362  | 54.68% |
| Yopal                   | Carlos Fredy Mejía Rivera           | Partido Social de Unidad Nacional                 | 9.332   | 16.80% |
| Yopal                   | Luis Eduardo Castro                 | Partido De Integracion Nacional                   | 7.900   | 14.22% |
| Popayán                 | Francisco Fuentes Meneses           | Partido Conservador Colombiano                    | 29.698  | 28.77% |
| Popayán                 | Víctor Libardo Ramírez Fajardo      | Partido Alianza Social Independiente              | 15.644  | 15.15% |
| Popayán                 | Cesar Cristian Gomez Castro         | Partido Liberal Colombiano                        | 14.541  | 14.08% |
| Valledupar              | Fredys Miguel Socarrás Reales       | Sí Podemos                                        | 48.640  | 37.82% |
| Valledupar              | Gonzalo Raul Gomez Soto             | Partido Liberal Colombiano                        | 37.455  | 29.12% |
| Valledupar              | Augusto Daniel Ramírez Uhia         | Partido Cambio Radical                            | 27.463  | 21.35% |
| Quibdó                  | Zulia María Mena García             | Partido Cambio Radical                            | 15.631  | 42.64% |
| Quibdó                  | Jafet Bejarano Sánchez              | Partido Social De Unidad Nacional                 | 12.263  | 33.45% |
| Quibdó                  | Dhorton Pino Serna                  | Partido Liberal Colombiano                        | 5.533   | 15.09% |
| Montería                | Carlos Eduardo Correa Escaf         | Partido Conservador Colombiano                    | 84.181  | 53.34% |
| Montería                | Daniel Alberto Cabrales Castillo    | Partido Social De Unidad Nacional                 | 55.340  | 35.06% |
| Montería                | Rosendo Gabriel Gómez Martínez      | Movimiento "Mira"                                 | 5.707   | 3.61%  |
| Bogotá                  | Gustavo Francisco Petro Urrego      | Progresistas                                      | 721.308 | 32.16% |
| Bogotá                  | Enrique Peñalosa Londoño            | Partido Verde y Partido de la U                   | 559.307 | 24.93% |
| Bogotá                  | Gina Parody                         | Gina Parody Alcaldesa                             | 375.574 | 16.74% |
| Inírida                 | Óscar Gerardo Delvasto Lara         | Partido Cambio Radical                            | 3.278   | 35.90% |
| Inírida                 | Edgar Efredy Hernández Torres       | Partido de Integración Nacional                   | 2.405   | 26.34% |
| Inírida                 | Henry Ignacio Camico Diaz           | Partido Alianza Social Independiente              | 1.972   | 21.60% |
| San José del Guaviare   | Geovanny Gómez Criales              | Partido Verde                                     | 4.800   | 26.53% |
| San José del Guaviare   | Alexander Harley Bermudez Lasso     | Partido Social de Unidad Nacional                 | 4.415   | 24.40% |
| San José del Guaviare   | Julio Arciniegas Cifuentes          | Partido Liberal Colombiano                        | 4.241   | 23.44% |
| Neiva                   | Pedro Hernán Suárez Trujillo        | Partido Social De Unidad Nacional                 | 59.728  | 50.12% |
| Neiva                   | Rodrigo Armando Lara Sanchez        | Partido Verde                                     | 29.700  | 24.92% |
| Neiva                   | Álvaro Hernán Prada Artunduaga      | Partido Liberal Colombiano-Partido Cambio Radical | 21.502  | 18.04% |
| Riohacha                | Rafael Ricardo Ceballos Sierra      | Partido Liberal Colombiano                        | 34.447  | 63.97% |
| Riohacha                | José Manuel Quintero Medina         | Partido Social De Unidad Nacional                 | 13.086  | 24.30% |
| Riohacha                | Ángel Alberto Roys Mejia            | Movimiento Autoridades Indígenas de Colombia      | 3.263   | 6.06%  |
| Santa Marta             | Carlos Eduardo Caicedo Omar         | Partido Liberal Colombiano                        | 74.165  | 51.19% |
| Santa Marta             | Alejandro Mario Palacio Valencia    | Partido Conservador Colombiano                    | 40.912  | 28.24% |
| Santa Marta             | Carlina Cecilia Sanchez Marmolejo   | Polo Democrático Alternativo                      | 18.161  | 12.53% |
| Villavicencio           | Juan Guillermo Zuluaga Cardona      | Partido Social de Unidad Nacional                 | 59.244  | 33.44% |
| Villavicencio           | Víctor Delio Sánchez Gómez          | Partido Conservador Colombiano                    | 54.376  | 30.69% |
| Villavicencio           | Luis Alfredo Arias Marcado          | Partido Liberal Colombiano                        | 20.338  | 11.48% |
| Pasto                   | Harold Guerrero López               | Partido Cambio Radical                            | 50.326  | 34.70% |
| Pasto                   | Pedro Vicente Obando Ordoñez        | Movimiento Ciudadano por Pasto                    | 49.573  | 34.18% |
| Pasto                   | Nicolas Martin Toro Muñoz           | Partido Liberal Colombiano                        | 31.761  | 21.90% |
| Cúcuta                  | Donamaris Ramírez-Paris Lobo        | Partido Verde                                     | 104.396 | 42.62% |
| Cúcuta                  | Andrés Cristo Bustos                | Partido Liberal Colombiano                        | 65.272  | 26.65% |
| Cúcuta                  | Rafael Navi Gregorio Angarita Lamk  | Partido Social de Unidad Nacional                 | 57.284  | 23.39% |
| Mocoa                   | Elver Porfidio Ceron Chicunque      | Partido Conservador Colombiano                    | 8.014   | 44.52% |
| Mocoa                   | José Antonio Castro Melendez        | Partido Verde                                     | 6.604   | 36.69% |
| Mocoa                   | Manuel Jesús Gomez Ordoñez          | Partido Cambio Radical                            | 1.470   | 8.16%  |
| Armenia                 | Luz Piedad Valencia Franco          | Partido Liberal Colombiano                        | 42.937  | 37.91% |
| Armenia                 | Roberto Jairo Jaramillo Cardenas    | Armenia Avanza                                    | 41.443  | 36.59% |
| Armenia                 | Aydee Lizarazo Cubillos             | Movimiento "Mira"                                 | 8.888   | 7.84%  |
| Pereira                 | Enrique Antonio Vasquez Zuleta      | Partido Social de Unidad Nacional - Partido Verde | 69.809  | 40.20% |
| Pereira                 | Juan Manuel Arango Vélez            | Coalicion Partidista para la Alcaldia de Pereira  | 68.003  | 39.16% |
| Pereira                 | Andrés Felipe Ocampo Villegas       | Movimiento "Mira"                                 | 12.682  | 7.30%  |
| Bucaramanga             | Luis Francisco Bohorquez Pedraza    | Partido Liberal Colombiano                        | 120.670 | 52.83% |
| Bucaramanga             | Martha Elena Pinto De De Hart       | Partido de la U - Partido Conservador Colombiano  | 65.122  | 28.51% |
| Bucaramanga             | Celestino Mojica Peña               | Bucaramanga Evoluciona                            | 24.813  | 10.86% |
| Sincelejo               | Jairo Alfredo Fernandez Quessep     | Partido Social de Unidad Nacional                 | 54.727  | 48.25% |
| Sincelejo               | Carlos Arturo Vergara Montes        | Partido Conservador Colombiano                    | 51.491  | 45.40% |
| Sincelejo               | Aris Manuel Aguas Jimenez           | Partido Verde                                     | 2.072   | 1.82%  |
| Ibagué                  | Luis Hernando Rodríguez Ramírez     | Partido Liberal Colombiano                        | 78.233  | 44.22% |
| Ibagué                  | Ricardo Alfonso Ferro Lozano        | Partido Social de Unidad Nacional                 | 64.744  | 36.59% |
| Ibagué                  | Carlos Andrés Ramírez Rey           | Movimiento "Mira"                                 | 15.894  | 8.98%  |
| Cali                    | Rodrigo Guerrero Velasco            | Alcalde Guerrero                                  | 241.723 | 42.10% |
| Cali                    | Milton Fabián Castrillón Rodríguez  | Partido Conservador Colombiano                    | 113.127 | 19.70% |
| Cali                    | María Isabel Urrutia Ocoro          | Polo Democrático Alternativo                      | 87.205  | 15.19% |
| Mitú                    | Carlos Iván Ramiro Melendez Moreno  | Partido de Integración Nacional                   | 2.192   | 28.55% |
| Mitú                    | Alcira Gonzalez Ramírez             | Partido Social de Unidad Nacional                 | 2.154   | 28.05% |
| Mitú                    | Pio V. Castrillon Buitrago          | Partido Alianza Social Independiente              | 1.709   | 22.26% |
| Puerto Carreño          | Álvaro Mauricio Londoño Lugo        | Partido Cambio Radical                            | 2.048   | 30.79% |
| Puerto Carreño          | Luis Antonio Robledo Valbuena       | Partido Social de Unidad Nacional                 | 1.849   | 27.80% |
| Puerto Carreño          | Jhon Jairo Rodríguez Guzmán         | Partido Liberal Colombiano                        | 1.693   | 25.45% |